# Lágrimas de Pele

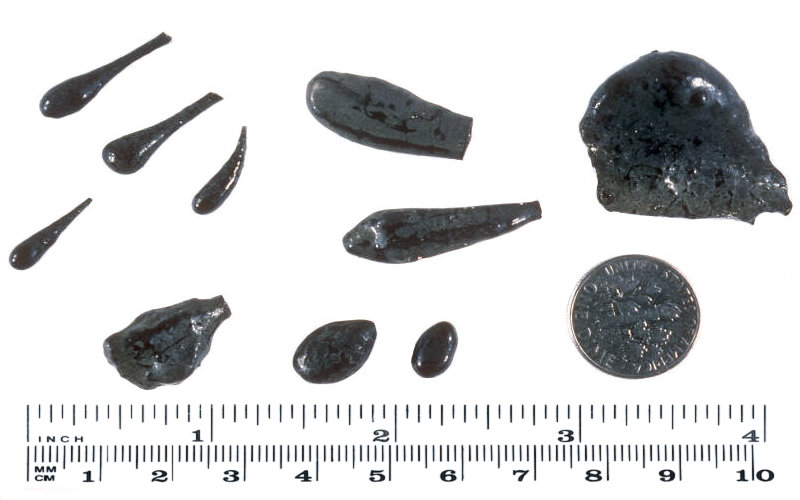
Lágrimas de Pele de Mauna Ulu. Una moneda de diez centavos (dime) para escala, abajo en la derecha.

Las lágrimas de Pele son partículas de vidrio basáltico con forma de gota o esferas formados en fuentes de lava durante erupciones hawaianas. Se forman al solidificar en el aire material eyectado por una fuente de lava y a menudo están unidos a un extremo de un cabello de Pele. Las partículas reciben el nombre de Pele, la diosa de volcanes en la mitología hawaiana.